# Hypselodelphys velutina
Hypselodelphys velutina är en strimbladsväxtart som beskrevs av Jongkind. Hypselodelphys velutina ingår i släktet Hypselodelphys och familjen strimbladsväxter. Inga underarter finns listade.